# Pengshan
Pengshan (en chino, 彭山; pinyin, Péngshān) es un distrito urbano bajo la administración directa de la Prefectura Meishan  en la Provincia de Sichuan, República Popular China.  Su área es de  km² y su población total para 2010 superó los  mil habitantes. 

## Administración
Desde diciembre de 2019, el  Distrito Pengshan   se divide en pueblos que se administran en 5 subdistritos y 3 poblados.

## Toponimia
El nombre de la ciudad traduce literalmente a Monte Peng. Según el documento Registros de la Región Shu (蜀中广记) el nombre se inspiró en la montaña Pengnü (彭女山), actualmente llamada Xiannü (仙女山), ubicada en el condado. 
La montaña recibió el nombre de "Peng" debido a una leyenda que cuenta que Peng Zu (彭祖), una figura mítica conocida por su longevidad —se dice que vivió alrededor de 450 años—, falleció en este lugar.